# Wrightsville (Georgia)
Wrightsville település az Amerikai Egyesült Államok Georgia államában, Johnson megyében, melynek megyeszékhelye is. Lakosainak száma 3449 fő (2020. április 1.).

## Népesség
A település népességének változása:

| 2010 | 2 195 |
| 2020 | 3 449 |